# Magyaregres
Magyaregres község Somogy vármegyében, a Kaposvári járásban.

## Fekvése
A vármegye középső részén fekszik, a Dunántúli-dombság egyik völgyében, a Balatontól délre, a megyeszékhely Kaposvár északi szomszédságában, a város központjától 10 kilométere.
A közvetlenül határos települések: észak felől Somogygeszti, északkelet felől Mernye, kelet felől Somogyaszaló, dél felől Kaposfüred (Kaposvár része), délnyugat felől Juta, nyugat felől Várda, észak-északnyugat felől pedig Alsóbogát. Csak kevés híja van annak, hogy nem határos északnyugati irányban még Somogyjáddal is, de a közigazgatási területeik nem érintkeznek.

### Megközelítése
Legfontosabb közúti megközelítési útvonala a 67-es főút, ezen közelíthető meg északi és déli irányból is. Központját azonban a főút keletről elkerüli, lakott területe csak az abból Kaposfüredtől északra kiágazó 67 105-ös számú mellékúton érhető el. Határszélét délkeleten egy rövid szakaszon érinti még a 6548-as út (a 67-es egy korábbi, településeken áthaladó, de már mellékúttá visszaminősített nyomvonalrésze) is. Az itt nem említett, egyéb települési szomszédaival nincs kiépített közúti kapcsolata.
Közigazgatási területét a hazai vasútvonalak közül a Kaposvár–Fonyód-vasútvonal érinti, de annak megállási pontja nincs a határai között.

## Története
A falut először II. András 1229-ben kiadott birtokrendezési oklevele említette Egis néven. Az 1327-1332. évi pápai tizedjegyzék szerint a községnek ezekben az években már szervezett egyháza volt. Magyaregres 1443-ban a Kaposújvári vár tartozékai közt volt említve. A Szerdahelyi rokonság birtoka volt, s az ő leszármazottaik, a Dersfiek és az Imrefiek a 16. és a 17. századokban is bírták. 1600-ban a szigligeti vár tartozéka volt. A török uralom utáni birtokrendezések kapcsán jutott a herceg Esterházy család birtokába. Közel 200 évig tartozott a család birtokához.
1939-ben a falu területe 2445 katasztrális hold, lakosainak száma 790 fő, akik közül 789 magyar anyanyelvű, 1 német nemzetiségű. 398 római katolikus, 383 református, 9 ágostai evangélikus vallású. Lakóházainak száma: 186. Községi elemi népiskola és továbbképző található a településen.
2008. szeptember 12-én átadták az új kerékpárutat amely, a Petőfi Sándor utca végétől egészen az arborétum bejáratáig vehető használatba.

## Közélete

### Polgármesterei
- 1990–1994: Finta Endre (független)[5]
- 1994–1995: Finta Endre Lajos (független)[6][7]
- 1995–1998: Hatta József (független)[8][9]
- 1998–2002: Hatta József (független)[10]
- 2002–2006: Bók László (független)[11]
- 2006–2010: Bók László (független)[12]
- 2010–2014: Bók László (független)[13]
- 2014–2019: Bodor Zoltán (független)[14]
- 2019–2024: Bodor Zoltán (független)[15]
- 2024– : Bodor Zoltán (független)[1]

1995. június 18-án időközi polgármester-választást tartottak a településen, miután Finta Endre magánéleti okokra hivatkozva lemondott a tisztségről.

## Népesség
A település népességének változása:
| Lakosok száma | 621  | 610  | 600  | 562  | 551  | 548  | 544  |
|               | 2013 | 2014 | 2015 | 2021 | 2022 | 2023 | 2024 |

A 2011-es népszámlálás során a lakosok 86,4%-a magyarnak, 9% cigánynak, 0,2% horvátnak, 1,1% németnek, 0,5% románnak mondta magát (13% nem nyilatkozott; a kettős identitások miatt a végösszeg nagyobb lehet 100%-nál). A vallási megoszlás a következő volt: római katolikus 48,4%, református 12,3%, evangélikus 1,4%, felekezet nélküli 19,3% (18% nem nyilatkozott).
2022-ben a lakosság 88,6%-a vallotta magát magyarnak, 4% cigánynak, 0,9% románnak, 0,7% németnek, 0,2% ukránnak, 4,7% egyéb, nem hazai nemzetiségűnek (11,1% nem nyilatkozott; a kettős identitások miatt a végösszeg nagyobb lehet 100%-nál). Vallásuk szerint 32,8% volt római katolikus, 8% református, 2% evangélikus, 0,2% izraelita, 1,8% egyéb keresztény, 1,5% egyéb katolikus, 15,6% felekezeten kívüli (37,6% nem válaszolt).

## Nevezetességei
A község nem rendelkezik komoly hírnevet birtokló nevezetességgel, de számos említésre méltó látványosság található a faluban és környékén egyaránt. Ezek közül a legkiemelkedőbb 1652-ben emelt, majd 1761-ben újjáépített református templom, melyet védelmébe vett az Országos Műemlékvédelmi Hivatal. Ugyanez elmondható az önkormányzatról, a református templom mellett álló épületről mely az egykori papok lakhelyéül szolgált, valamint a ma már nem működő iskola épületéről is.
A település közelében található a Desedai Arborétum, mely  nevét a szomszédságában található tóról kapta. A környékbeli horgászok által kedvelt tavat, a Desedát 1975-ben mesterségesen hozták létre, az azonos nevet viselő patak völgyzárógáttal való elzárásával. Ez a duzzasztott tó büszkeségre adhat okot a közelben élők számára, ugyanis Magyarország egyik leghosszabb mesterségesen kialakított tava, a maga nyolc kilométerével.